# ویلزبوک
شهر ویلزبوک (به فرانسوی: Wielsbeke) در شهرستان تیئلت در استان فلاندری غربی در منطقه فلاندری در کشور بلژیک واقع شده‌است.

## نگارخانه

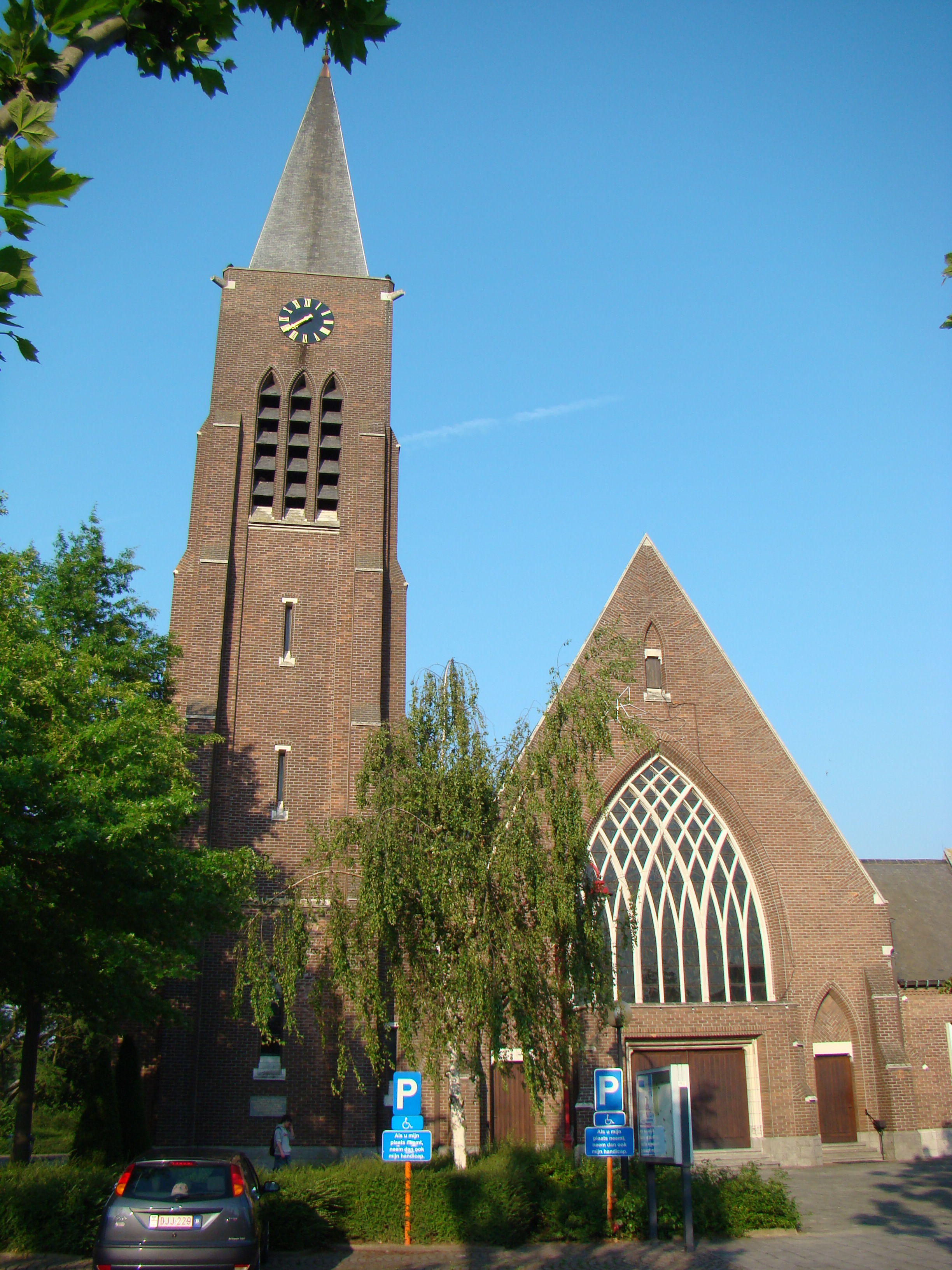
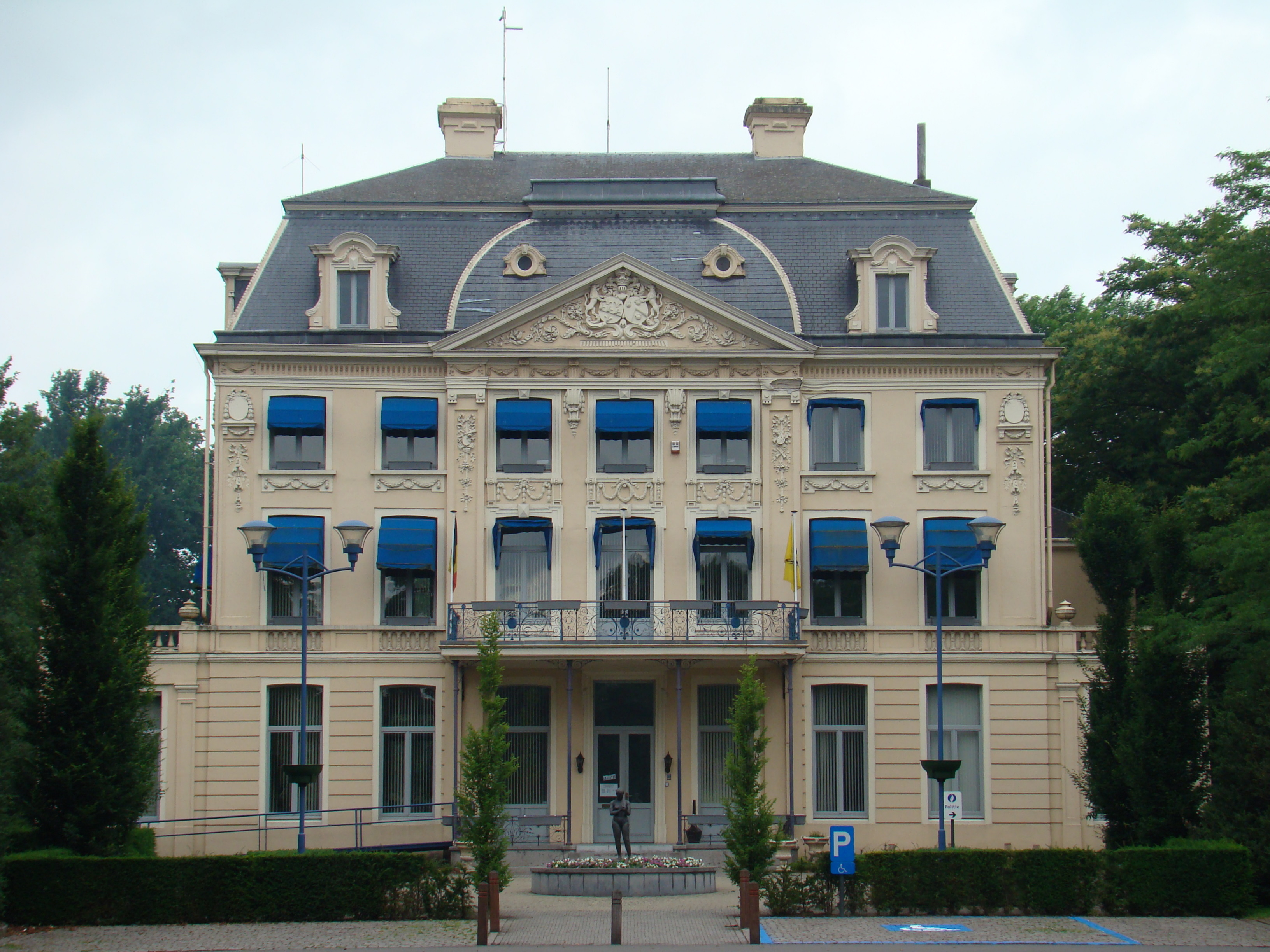
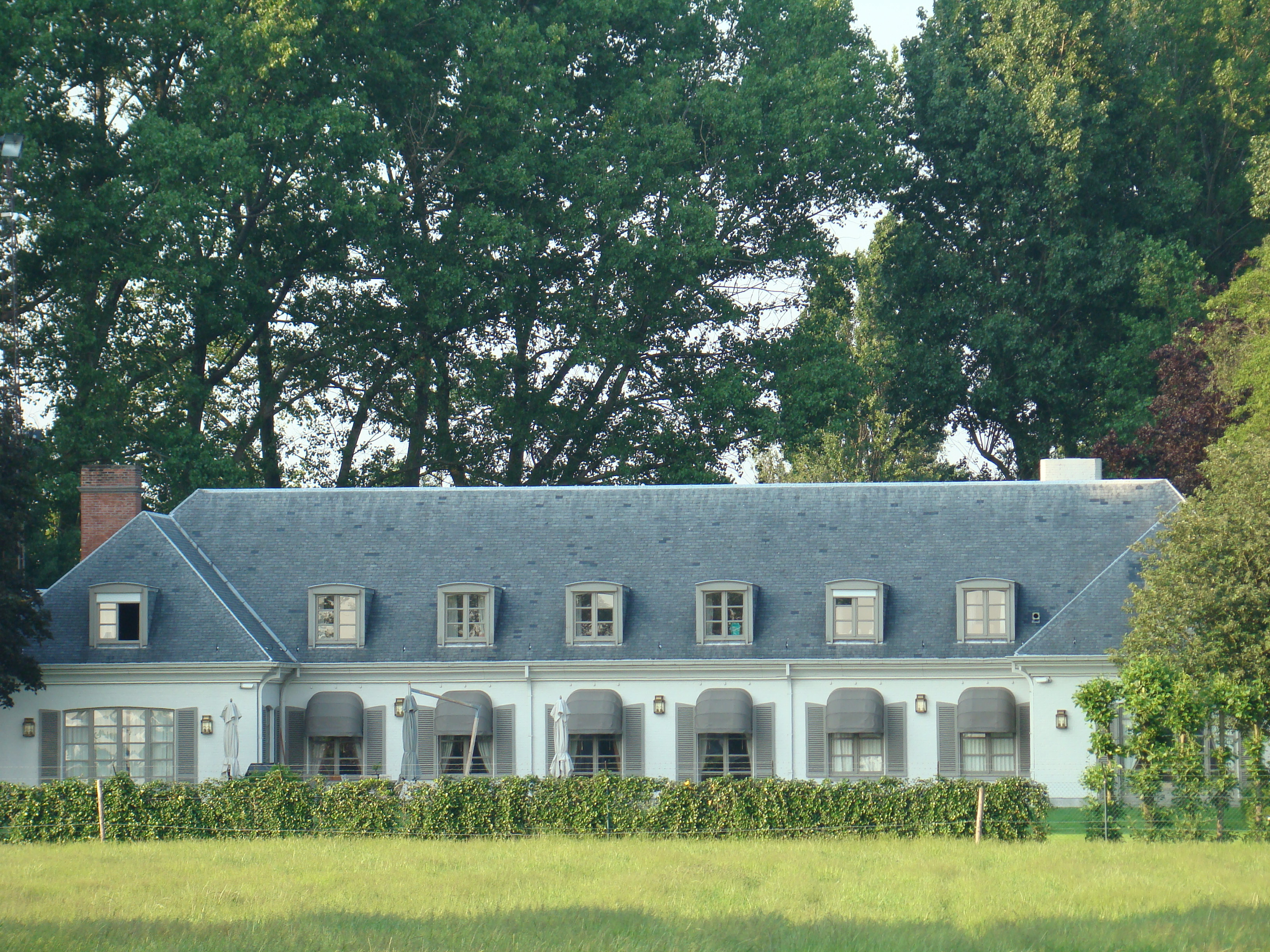